# فرانتيسك فلاجيل

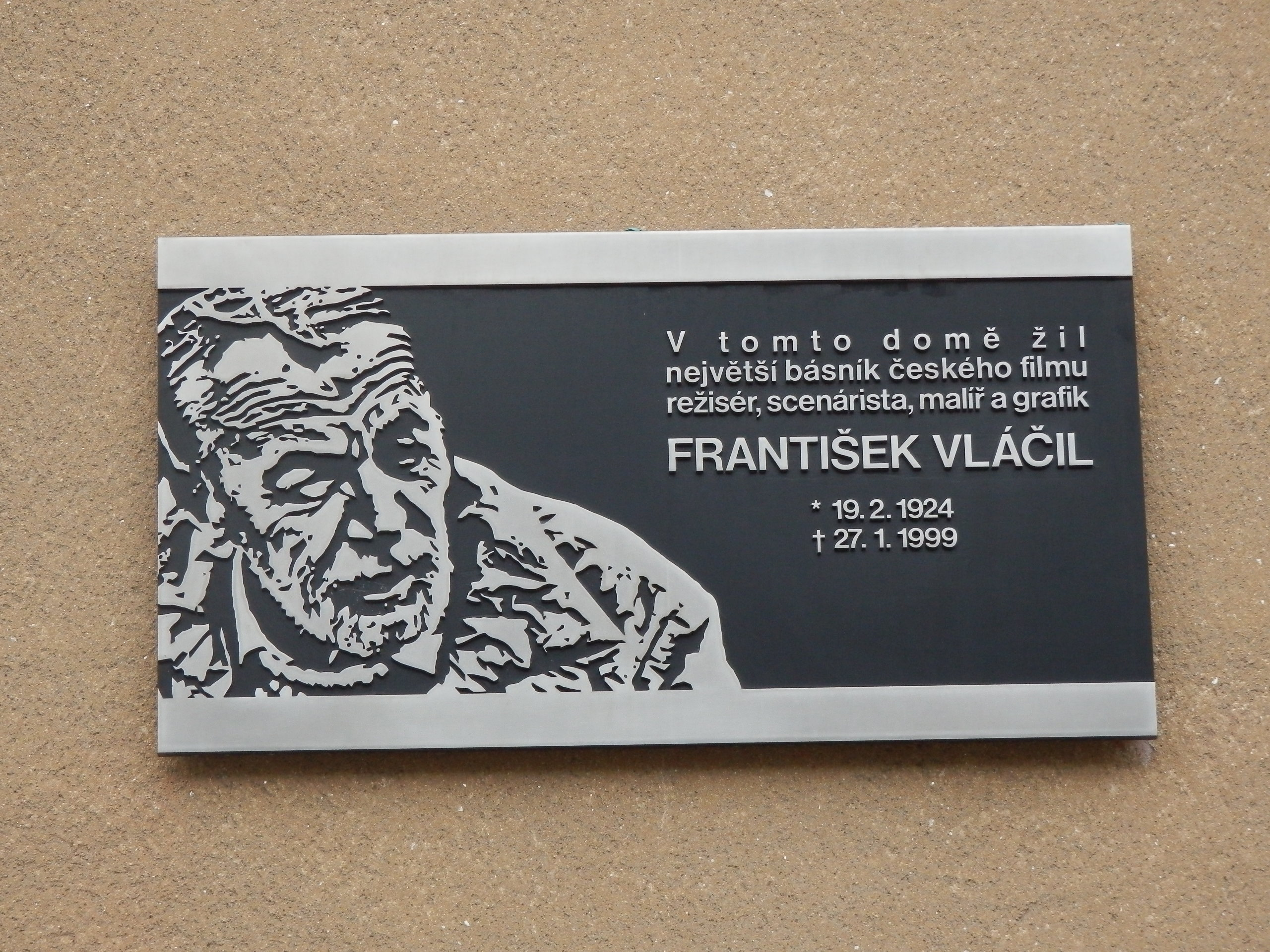
نصب تذكاري

فرانتيسك فلاجيل (بالتشيكية: František Vláčil)‏ (19 فبراير 1924، - 28 يناير 1999) رسام وفنان جرافيك وواحد من المخرجين التشيكيين والسينما تشتهر أفلامه بطابعها الفني العالي. حصل فلاجيل على العديد من الجوائز السينمائية مثل جائزة مهرجان السينما الدولي 1998 في كارلوفي فاري أو جائزة الأسد التشيكي لمساهمته الطويلة في ثقافة السينما العالمية في عام 1998 تم التصويت على فلاجيل كأفضل مخرج تشيكي في كل العصور من خلال استطلاع رأي نقاد السينما التشيكية. يعتبر بعض النقاد فيلمه ماركيتا لازاروفا أفضل فيلم تشيكي على الإطلاق.[بحاجة لمصدر]

## النشأة
أمضى طفولته في شمال مورافيا. درس في أكاديمية الفنون والعمارة والتصميم في براغ لكنه تحول إلى كلية الآداب في جامعة ماساريك. أنهى دراسته في عام 1951. كان مهتمًا بصناعة الأفلام أثناء دراسته وعمل كاتب سيناريو في استوديو برنو للرسوم المتحركة وأفلام الدمى. انتقل لاحقًا إلى استوديو تم إنشاؤه حديثًا للأفلام العلمية والتعليمية الشعبية. قام بعمل 4 أفلام وثائقية قصيرة في الاستوديو.

## إخراج (أفلام طويلة)
- The White Dove 1960
- The Devil's Trap 1962
- Marketa Lazarová 1967
- The Valley of the Bees 1968
- Adelheid 1970
- Smoke on the Potato Fields 1977
- Shadows of a Hot Summer 1978
- Snake venom 1981
- Shades of Fern 1986

## وصلات خارجية
- فرانتيسك فلاجيل على imdb